# Julian Marley
Julian Ricardo Marley Pounder, más conocido como Ju-Ju Marley (Londres, Inglaterra, 4 de junio de 1975), es un cantante de Reggae británico, hijo entre el famoso cantante jamaiquino Bob Marley, conocido como el rey del reggae, y una mujer originaria de Barbados llamada Lucy Pounder.

## Biografía
Julian es uno de los hijos de Bob Marley que nació y se crio en el Reino Unido por su madre. Creciendo en una atmósfera netamente musical, empezó rápidamente a desarrollar en función autodidacta el dominio para tocar el bajo, batería, guitarra y teclados, llegando incluso a grabar su primer demo a la edad de 5 años en la casa de la familia Marley en Kingston, Jamaica.
Entrada la adolescencia, comenzó frecuentemente a visitar a sus hermanos Ziggy, Stephen, Damian y Ky-Mani en Jamaica, llegando a residir en aquel país definitivamente en el año de 1993, con la finalidad de estar más cerca de ellos y para comenzar su formación musical de la mano de grandes leyendas del reggae como Earl Lindo, Tyrone Downie, Earl Smith Aston y Carlton Barrett, este último baterista de los Wailers y asesinado afuera de la casa de Julian en 1987, marcando su vida y carrera musical, que como vestigio del incidente surgieron después las canciones llamadas Uprising y What They Did Wrong.
Subsecuentemente formó una banda de Roots Reggae llamada The Uprising junto con otros jóvenes músicos jamaiquinos llegando a colaborar a veces también con la banda The Melody Makers de su hermano Ziggy Marley e incluso con los Wailers.
Alrededor de 1989 formó junto con sus hermanos (Ziggy, Damian, Stephen y Kymany) el colectivo Guetto Youths Crew (que tardíamente en el año 2002 se convirtió en un sello discográfico de la familia), lo que lo empujó por primera vez a dar conciertos en Estados Unidos.

## Colaboraciones
En 1998 contribuyó de forma importante en el álbum ganador del Grammy The Miseducation of Lauryn Hill de la cantante homónima tocando instrumentos en algunas canciones. Además, contribuyó en la producción del remix en homenaje a su padre de varios artistas de diversos géneros como Reggae, Hip-Hop y Rock llamado Chant Down Babylon que ganó un sello de platino.
En 2003 lanzan él y sus hermanos un sencillo en homenaje a Stevie Wonder de la canción “Master Blaster”.
En 2004 el Rock Reggae Festival que se lleva a cabo en Estados Unidos dio la oportunidad a Julian para reunir a todos sus hermanos, para posteriormente comenzar el proyecto “Africa Unite” que los llevó de gira a Etiopía en 2005, Ghana en 2006 y Jamaica en 2008. Debido a una invitación del gobierno de Jamaica, Julian hizo una aparición en los Juegos Olímpicos de 2008 celebrados en Pekín, China, celebrando con el corredor y ganador de la medalla de oro jamaiquino Usain Bolt.
Este última parte de su discografía lo consagró definitivamente como un artista de talla internacional ya que lo llevó a dar giras muy importantes en 2010 por ejemplo el “festival Raggamuffin” que visitó Australia y Nueva Zelanda, para después programar una pequeña gira que incluyó a Grecia y Reino Unido y por último Sudamérica.
En ese mismo año se hizo un concierto con beneficio caritativo llamado “Miami for Haiti” para reunir fondos para los damnificados de la tragedia que vivió ese país.

## Álbumes
En 1996 lanzó su primer álbum llamado Lion In The Morning el cual tuvo una buena aceptación por parte de sus primeros fanáticos y catapultándolo a dar conciertos en famosos festivales como Sunfest y Sunsplash en Jamaica, el New York City's Central Park Summer Stage Concert Series y dando una gira internacional que abarcó los territorios de Brasil, México y Japón. No sin dejar de mencionar la colaboración que tuvo con su hermano Damian en el festival de Lollapalooza.
Su segundo álbum titulado A Time And Place, revoluciona su música debido a su fusión de Reggae con Jazz. El éxito de este álbum construyó una base sólida de admiradores lo que lo llevó a dar giras por Estados Unidos y Europa.
Lanzando su último trabajo musical hasta el momento en 2009 se da a conocer Awake un álbum con mezcla de sonido Reggae, Dancehall, R&B y Hip-Hop. Este trabajo fue merecedor del premio al mejor álbum del año para los Premios Internacionales de Música Reggae y World (International Reggae and World Music Awards - IRAWMA) que se llevan a cabo en la ciudad de New York, además de haber sido nominado a un premio Grammy.

## Discografía

### Álbumes
- Lion In The Morning (1996)
- A Time & Place (2003)
- Awake (2009)
- As I Am (2019)
- Colors of Royal (2023)